# Do You Ever
Do You Ever – piosenka i singel brytyjskiego piosenkarza Seala. Na albumie utwór jest piąty z kolei. Singel cyfrowy został wydany 11 września 2015, tak jak singel Every Time I'm With You. Promocja radiowa w Polsce oficjalnie rozpoczęła się 25 stycznia 2016. Firma Devoted Music 11 listopada 2015 wydała singel – karaoke tej piosenki.

## Lista utworów
| 1. | "Do You Ever" | 4:36  |
|    |               |       |
|    |               | 04:36 |
|    |               |       |

## Notowania
- Lista Przebojów Trójki: 25[4]